# Novyj Kjachulaj
Novyj Kjachulaj (in russo Новый Кяхулай?; in lingua cumucca: Албёригент) è un insediamento di tipo urbano della Russia situato nel Daghestan. Fa parte del distretto urbano della città di Machačkala, si trova nel rajon Leninskij, uno dei tre distretti in cui è divisa la città.
È situato nella periferia meridionale della città, sul versante orientale del monte Tarki-Tau.